# Entente des Nageurs Louviérois
L'Entente des Nageurs Louviérois, abbreviato anche con ENL e conosciuta con il nome di La Louvière per la città dove è stata fondata, è una società pallanuotistica belga che attualmente milita nella Division I.

## Storia
Fondata nel 1930 e affiliata nel 1931 alla Fédération Royale Belge de Natation, la squadra ha sempre giocato a buoni livelli, e ha avuto nella rosa vari giocatori convocati per la nazionale. Dopo un periodo di militanza nella massima serie, nel 1986, dopo un rocambolesco spareggio, la società viene per la prima volta retrocessa in Division II. Dopo aver ottenuto la promozione, la squadra di La Louvière è riuscita ad ottenere una stabilità in classifica che le permette di non retrocedere, pur non riuscendo ad ambire alla vittoria del titolo.